# Elia Viviani
Elia Viviani, född den 7 februari 1989 i Verona, är en italiensk tävlingscyklist.
Han tog OS-guld i omnium i samband med de olympiska tävlingarna i cykelsport 2016 i Rio de Janeiro. Vid sommarspelen i Tokyo 2021 tog han en bronsmedalj i samma gren. Vid OS 2024 tog han silver i madison.